# Xã Lafayette, Quận St. Louis, Missouri
Xã Lafayette (tiếng Anh: Lafayette Township) là một xã thuộc quận St. Louis, tiểu bang Missouri, Hoa Kỳ. Năm 2010, dân số của xã này là 33.513 người.